# Тимирязевски район
Тимирязевски район (на казахски: Тимирязев ауданы) е съставна част на Северноказахстанска област, Казахстан. Административен център е град Тимирязево. Обща площ 4546 км2 и население 10 934 души (по приблизителна оценка към 1 януари 2020 г.).